# 四条河原町

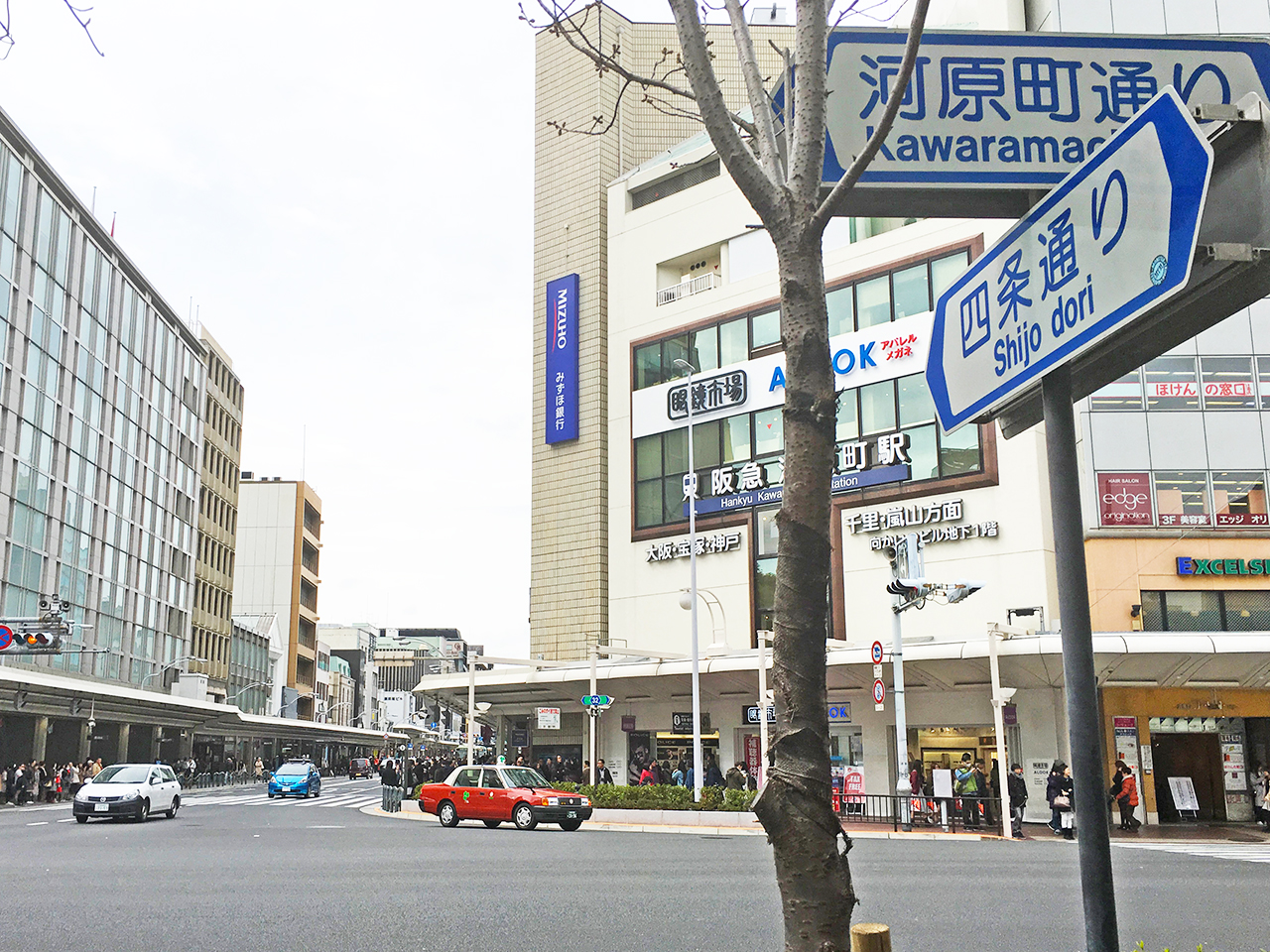
四条通と河原町通の標識

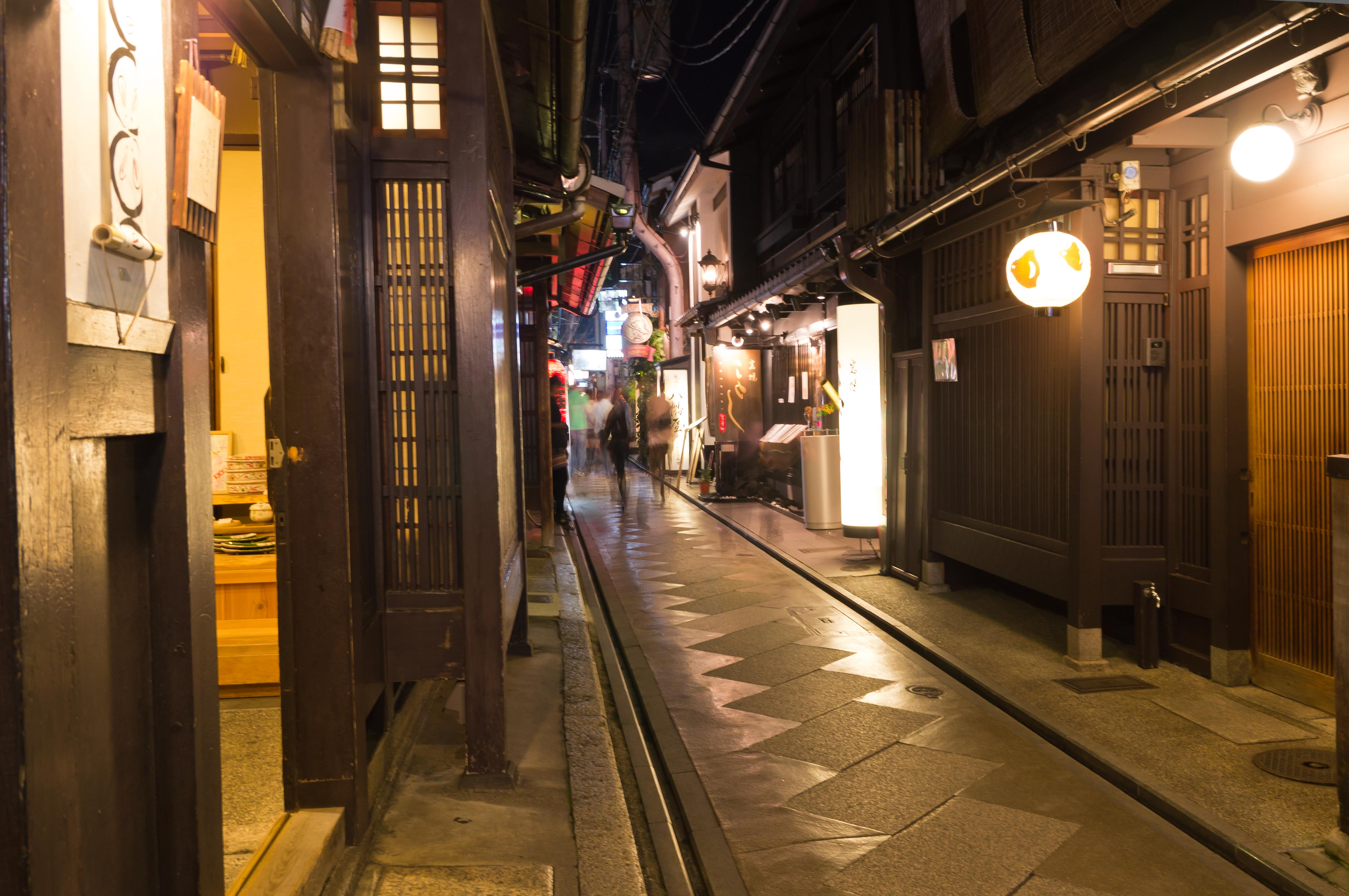
先斗町

四条河原町（しじょうかわらまち）は、京都府京都市下京区および中京区にまたがる、四条通と河原町通が交わる交差点名である。また、同交差点を中心に広がる京都市ならびに国内有数の繁華街・歓楽街を指す呼称でもある。

## 概要
四条河原町界隈は当交差点を中心に市内最大の繁華街が広がっている。当交差点から四条通と烏丸通が交わる四条烏丸交差点にかけて、市内最大の売上を誇る髙島屋京都店や老舗の大丸京都店、若者向けの藤井大丸といった複数の百貨店や専門店街街、飲食店など他にも多くの商業施設が立地している。当交差点付近から四条烏丸までの四条通および河原町三条までの河原町通や、四条通から御池通までの寺町通・新京極通などの商店街の位置するエリアは「田の字地区」とも呼ばれ、一体化した広域の中心市街地を形成している。
西側では京都を代表するビジネス街の四条烏丸と、鴨川を渡って東側では歓楽街の祇園とも隣接し、ともに京都市の中心部（都心）として機能している。また、四条河原町（しじょうかわらまち）を北に面する先斗町（ぽんとちょう）は鴨川と木屋町通の間にある花街及び歓楽街であり、一部であるが京都らしい昔ながらの街並みが保全されている。当交差点の直下には阪急電鉄京都線の終点である京都河原町駅（地下駅）があり、地下で髙島屋、コトクロス阪急河原町と直結している。コトクロス阪急河原町は阪急電鉄が土地を取得した場所で、過去には京阪特急のネオンサインが設置されていた場所でもある。京阪本線の祇園四条駅（地下駅）へは地下通路こそつながっていないが、鴨川に掛かる四条大橋を渡ってすぐであり、京阪電車沿線へのアクセスも良い。祇園四条駅の東側には祇園や八坂神社があり、この付近へは徒歩圏内である。全国的に見られる中心市街地の空洞化はほとんど見られず、京都駅ビルや京都駅前のJR京都伊勢丹、イオンモールKYOTO、京都ヨドバシなどの大型商業施設の開業により現在は市街地南側に位置する京都駅周辺との商業地競争が活発となる。
JR西日本やJR東海、近鉄、京都市営地下鉄が乗り入れるターミナル駅である京都駅は七条通と八条通の間に位置しており、市内中心部からはやや南に離れているため路線バスが直通している。鉄道を利用する場合は京都市営地下鉄烏丸線の四条駅まで行き阪急京都線に乗り継ぐか、徒歩で四条通やそれに並行する地下通路を通ってアクセスする（東福寺駅経由で奈良線と京阪本線を乗り継ぐ手段もある）。
京都河原町駅と鴨川を挟んで隣接した祇園四条駅を中心としたエリアはゲイ・タウンとしても知られる。所在地でいうと下京区市之町・清水町、中京区鍋屋町・下樵木町などにゲイバーなどが20店舗ほどある。河原町駅から程近い鴨川沿いにある宮川町は、安土桃山時代には若衆歌舞伎の小屋と茶屋が集まり、｢陰間｣（少年）が接待をする花街として栄えていた。またその後売色専業の陰間茶屋も集まっていた。（詳細はゲイ・タウン#その他の関西）。
四条河原町は四条通と河原町通の交点にある交差点名である。4方向ともに、8時から21時までは路線バスを除く車両は右折禁止である。日本三大祭りの一つである祇園祭における山鉾巡行のコースに含まれており、当交差点で左折する「辻回し」は主たる見どころの一つともなっている。

### 交通
- 四条通
  - 四条大橋
- 河原町通
- 寺町通
- 新京極通
- 木屋町通
- 先斗町通
- 阪急京都線 京都河原町駅
- 京阪本線 祇園四条駅

### 主な商業施設
- 京都住友ビル - 京都河原町ガーデン（2021年5月12日～）京都マルイ（2011年4月27日〜2020年5月12日）、四条河原町阪急（1976年〜2010年）
- 髙島屋京都店
- コトクロス阪急河原町
- 藤井大丸
- 河原町オーパ
- GOOD NATURE STATION
- ミーナ京都
- 京都BAL
- 河原町ビブレ （2010年7月31日に閉店）
  - 京都ロフト（2010年8月6日より、京都ミーナ内に移転）

### 花街
- 京都五花街の一つ先斗町がある。1872年に創演された鴨川をどりや鴨川納涼床が有名である。

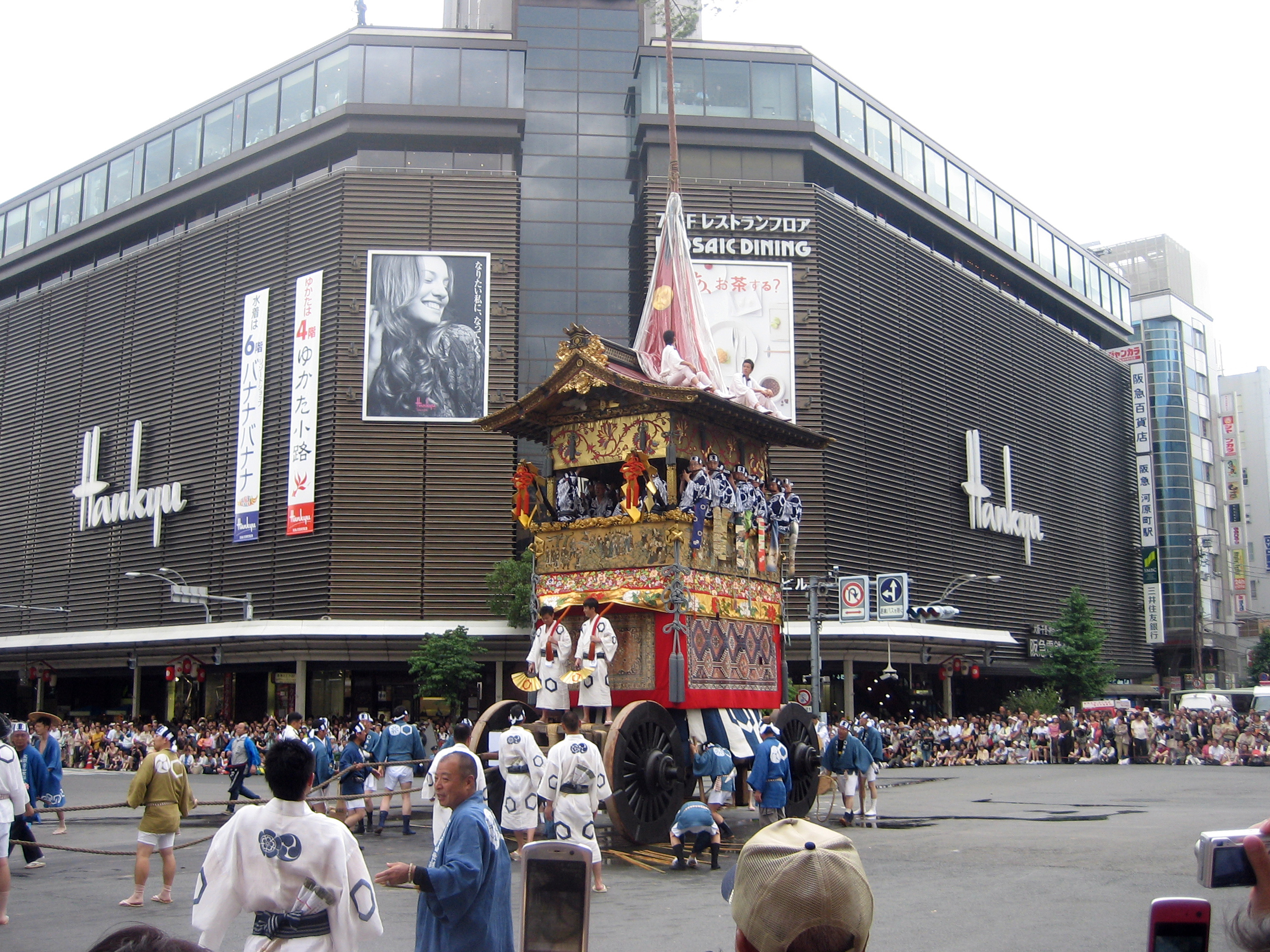
交差点中央で「辻回し」を行う山鉾（祇園祭・山鉾巡行）
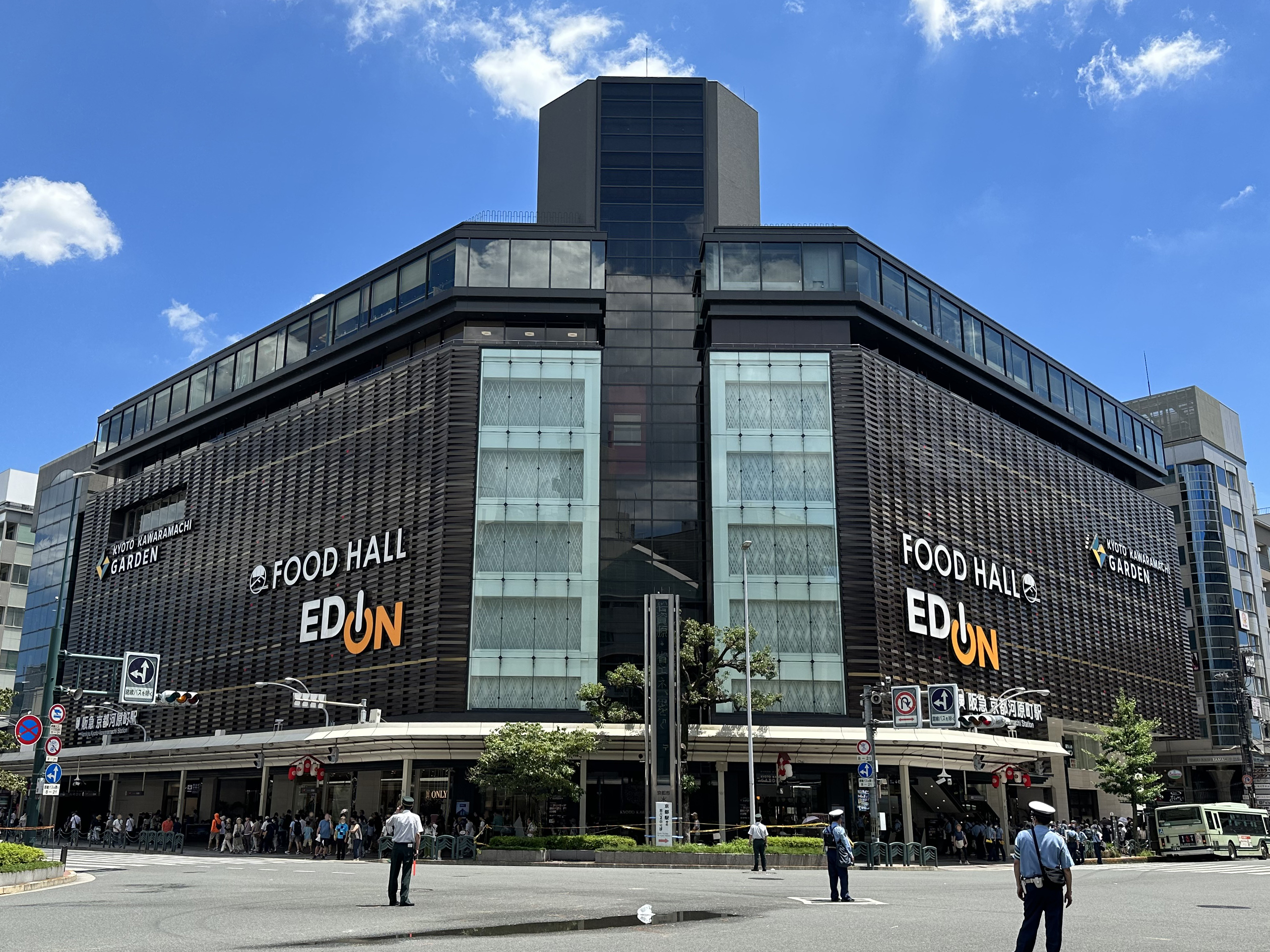
南東側にある京都住友ビル（京都河原町ガーデン、エディオン京都四条河原町店が入居）
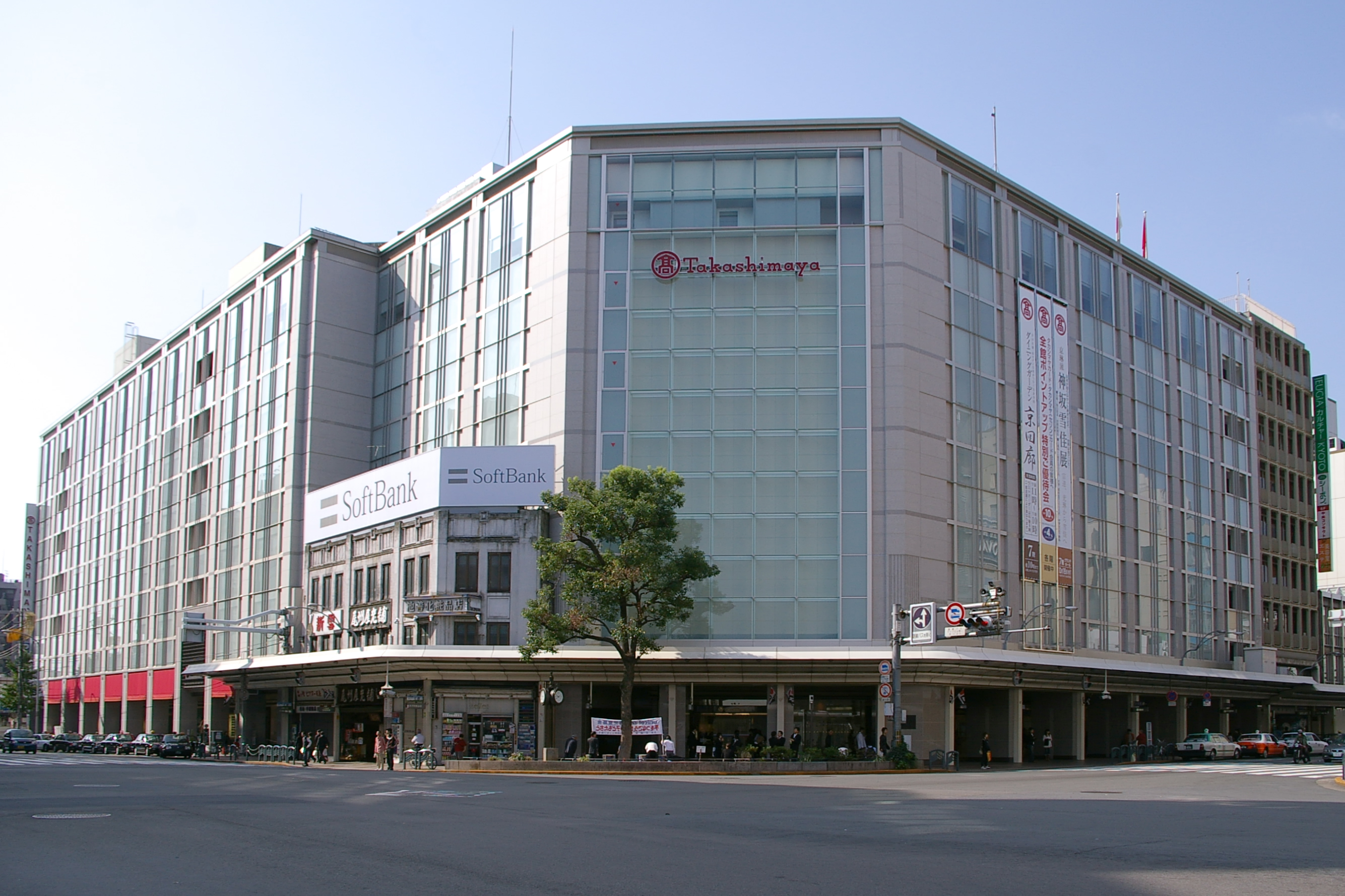
南西側にある高島屋京都店
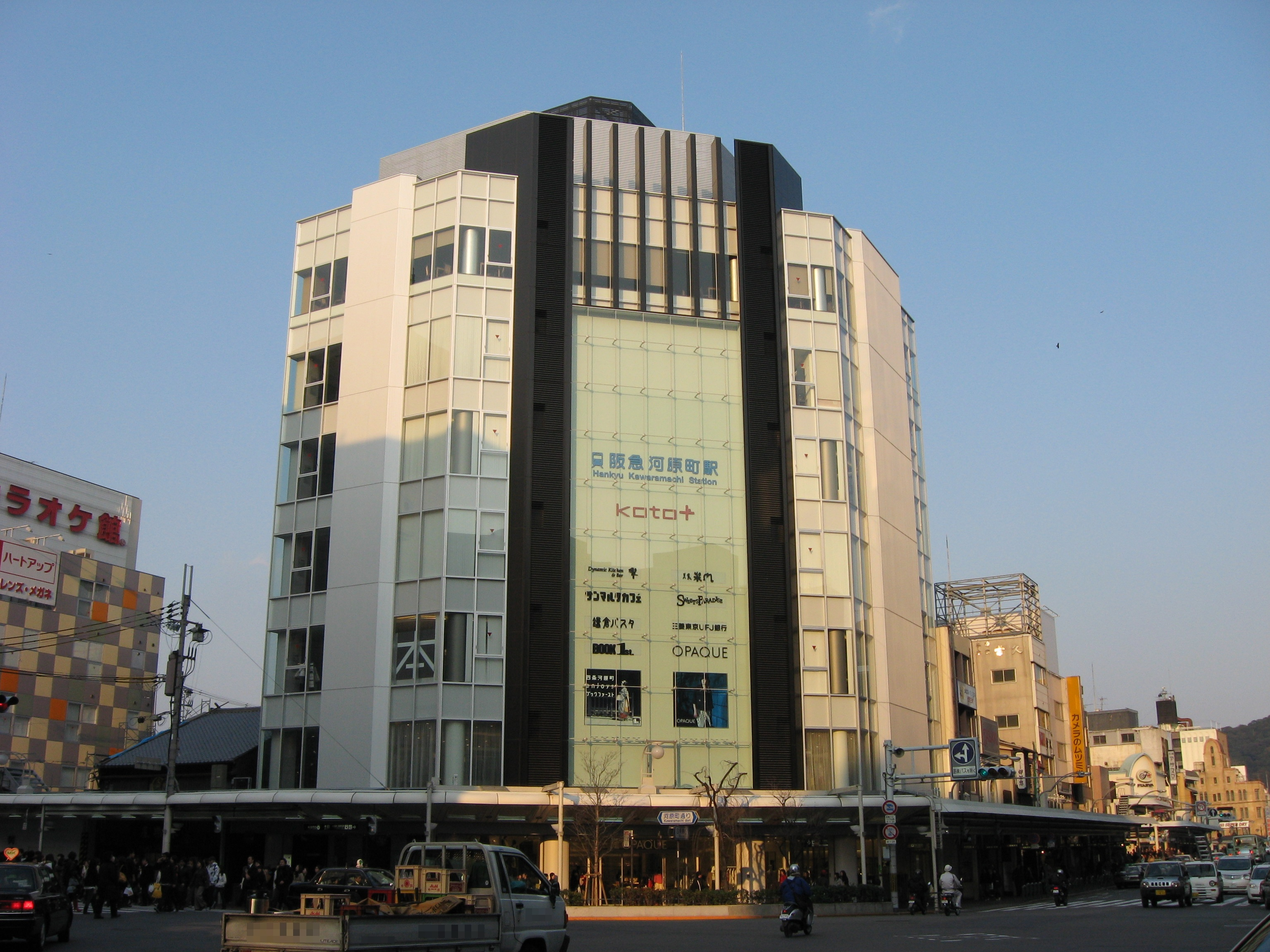
北東側にあるコトクロス阪急河原町
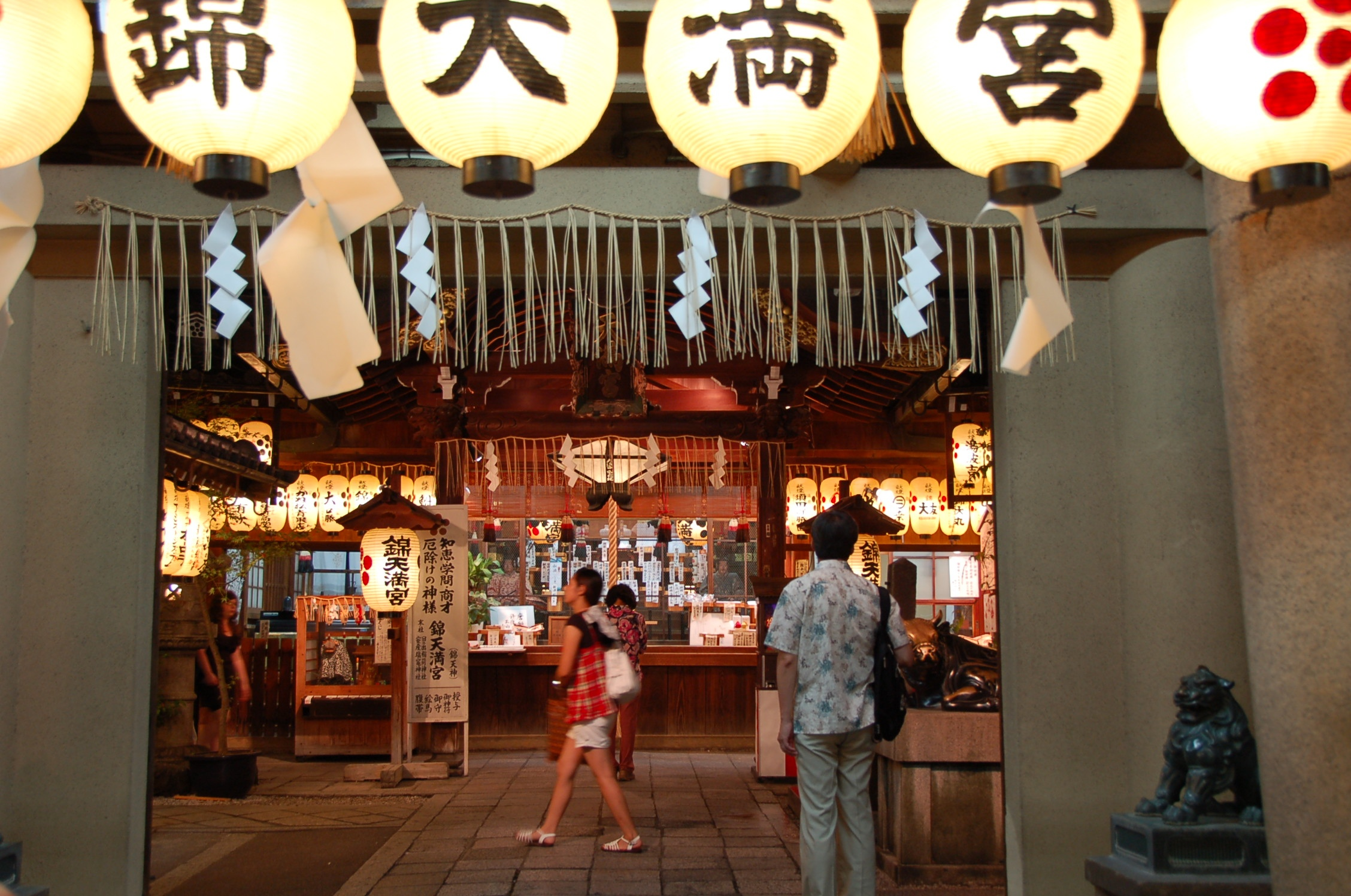
錦天満宮
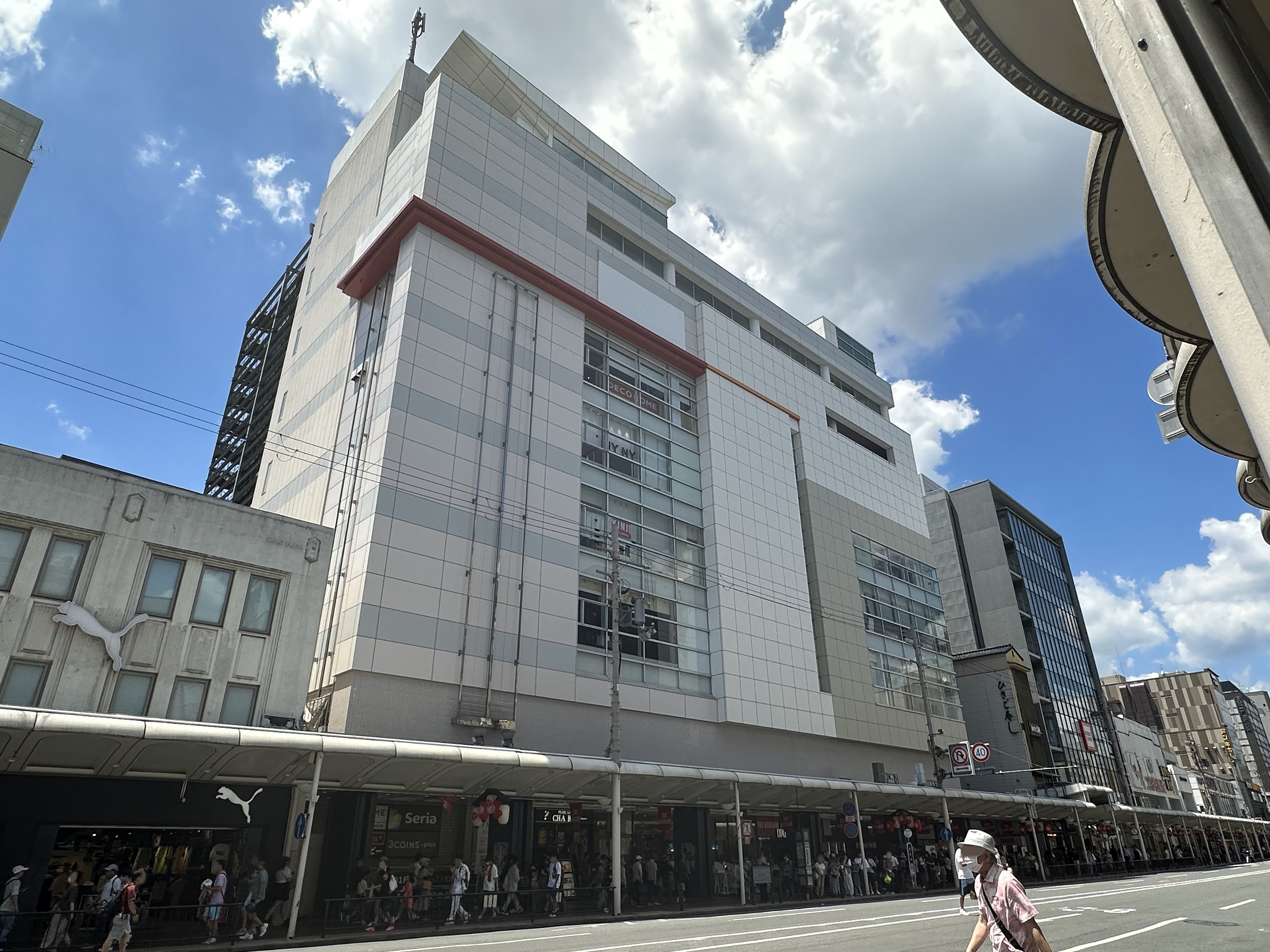
河原町オーパ

## 路線バス
四条河原町には京都市営バス、京都バス、京阪バス、ケイルックの路線が乗り入れる。終日多数のバスが行き交うためバス停は交差点の西と北と南に分散配置されており、バスターミナルやわかりやすい案内所などはない。
2005年3月31日までは交差点の少し南に現在は乗り入れていない京阪京都交通の前身となる京都交通のターミナルである四条河原町案内所があった。

### 京都市営バス
四条河原町市バスのりば案内図

#### Aのりば（京都駅・山越・立命館大学・西賀茂方面）
- 5号系統：四条烏丸 京都駅行
- 10号系統：北野天満宮 御室仁和寺・山越中町行
- 15号系統：円町 立命館大学行
- 37号系統：北大路バスターミナル 西賀茂車庫行
- 51号系統：北野天満宮 立命館大学行
- 59号系統：金閣寺・竜安寺・山越中町行
- 86号系統：祇園・東山通 京都駅・鉄道博物館行
- かわらまち・よるバス：京都駅行

#### Bのりば（京都駅方面）
- 4号系統、17号系統、かわらまち・よるバス：京都駅行
- 5号系統：五条通 京都駅行
- 80号系統：五条通 太秦天神川駅行
- 205号系統：京都駅・九条車庫行

#### B-2のりば
- 特80号系統：山科西野 国道東野行

#### Cのりば（出町柳駅・三条京阪方面）
- 17号系統：河原町通 銀閣寺・錦林車庫行（日中のみ停車）

#### Dのりば（千本通・西大路通方面）
- 3号系統：京都外大 松尾橋行
- 11号系統：嵐山 嵯峨・山越行
- 12号系統：金閣寺 立命館大学行
- 31号系統：四条烏丸・烏丸丸太町行
- 32号系統：西京極 京都外大行
- 46号系統：千本通 上賀茂神社・西賀茂車庫行
- 58号系統：大宮通 水族館・鉄道博物館行
- 201号系統：みぶ・千本今出川方面
- 203号系統：西大路四条・北野白梅町方面
- 207号系統：大宮通 九条大宮・九条車庫方面
- ぎおん・よるバス：四条烏丸・京都駅行

#### Eのりば（祇園・平安神宮方面）
- 11号系統：三条京阪行
- 12号系統：三条京阪・祇園行
- 31号系統：東山通 高野・岩倉行
- 46号系統：祇園・平安神宮行
- 58号、207号系統：東山通 清水寺・東福寺方面
- 201号系統：祇園・百万遍方面
- 203号系統：祇園・錦林車庫方面

#### Fのりば（下鴨神社・北大路バスターミナル方面）
- 4号系統：神殿町（左京区総合庁舎）上賀茂神社・西賀茂車庫行
- 205号系統：河原町通 洛北高校 北大路バスターミナル方面

#### Gのりば（出町柳駅・銀閣寺方面）
- 3号系統：百万遍 北白川仕伏町（上終町・瓜生山学園 京都芸術大学前）行
- 17号系統：河原町通 銀閣寺・錦林車庫行
- 特80号系統：河原町三条行

#### Hのりば（平安神宮・銀閣寺・岩倉方面）
- 5号系統：平安神宮・銀閣寺 岩倉操車場前行
- 32号系統：平安神宮 銀閣寺行

かつては藤森・伏見稲荷大社方面や上鳥羽方面のバスも発着していた。

### 京都バス
京都バス時刻表

#### 四条通東行のりば
- 17系統：三条京阪・出町柳駅経由 八瀬・大原行
- 特17系統：三条京阪・出町柳駅・国際会館駅経由 八瀬・大原行

#### 河原町通北行のりば
- 17系統：三条京阪・出町柳駅経由 八瀬・大原行
- 特17系統：三条京阪・出町柳駅・国際会館駅経由 八瀬・大原行

#### 河原町通南行のりば
- 16系統：三条京阪経由 八瀬・大原行
- 特16系統：三条京阪・国際会館駅経由 八瀬・大原行
- 17・51系統：京都駅行
- 21系統：川端通経由 岩倉実相院行
- 23系統：河原町通経由 岩倉実相院行
- 41系統：川端通経由 岩倉村松行
- 43系統：河原町通経由 岩倉村松行
- 62系統：映画村・阪急嵐山駅経由 嵐山・清滝行
- 63系統：映画村・阪急嵐山駅経由 嵐山・苔寺・すず虫寺行
- 65系統：映画村経由 有栖川行
- 66系統：映画村経由 阪急嵐山駅行

### 京阪バス
京阪バス時刻表

#### 東行
- 83A系統：祇園・川田・西野山団地経由 醍醐バスターミナル行
- 85系統：祇園・川田・西野山団地経由 大宅行
- 87系統：祇園・川田・西野山団地・醍醐駅・小栗栖団地経由 京阪六地蔵行
- 88系統：祇園・清水焼団地・醍醐駅・小栗栖団地経由 京阪六地蔵行
- 88C系統：祇園・清水焼団地・栗栖野経由 大宅行

#### 北行
- 57系統：三条京阪・延暦寺バスセンター経由 比叡山頂行
- 86B・88B系統：三条京阪行

#### 南行（交差点北側）
- 19系統：三条京阪経由 山科駅行
- 57系統：京都駅行
- 70系統：三条京阪経由将軍塚青龍殿行

#### 西行
- 83系統：四条烏丸経由 四条大宮行
- 83A・87A系統：四条烏丸行

#### 南行（交差点南側）
- 84・84B系統：五条通・川田・西野山団地経由 醍醐バスターミナル行
- 84C系統：五条通・川田・西野山団地経由 大宅行
- 86・86B系統：五条通・東野・蚊ヶ瀬・醍醐寺前 大宅行
- 86A系統：五条通・東野経由 蚊ヶ瀬行
- 88B系統：五条通・清水焼団地・醍醐駅・小栗栖団地経由 京阪六地蔵行
- 93・95系統：五条通・川田・西野山団地経由 醍醐バスターミナル行

### ケイルック
- hoopバス：京大病院前行